# Augusta Wilhelmina van Hessen-Darmstadt

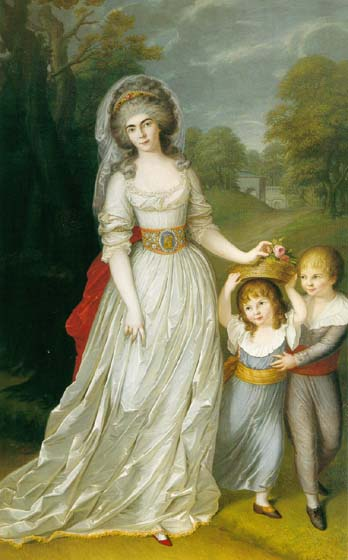
Portret van Augusta Wilhelmina van Hessen-Darmstadt met twee van haar kinderen

Prinses Augusta Wilhelmina van Hessen-Darmstadt (Duits: Auguste Wilhelmine von Hessen-Darmstadt) (Darmstadt, 14 april 1765 — Rohrbach, 30 maart 1796) was de moeder van koning Lodewijk I van Beieren.
Augusta Wilhelmina werd geboren in Darmstadt als de vierde dochter en het negende kind van George Willem van Hessen-Darmstadt (tweede zoon van Landgraaf Lodewijk VIII) en gravin Maria Luise Albertine van Leiningen-Dagsburg-Falkenburg.
Op 30 september 1785 trouwde Augusta Wilhelmina in Darmstadt met Maximiliaan Jozef, graaf van Zweibrücken en de latere koning Maximiliaan I Jozef van Beieren. Ze kregen vijf kinderen:
- Lodewijk (25 augustus 1786 – 29 februari 1868), koning van Beieren vanaf de dood van zijn vader. Gehuwd met Theresia van Saksen-Hildburghausen.
- Augusta (21 juni 1788 - 13 mei 1851), gehuwd met Eugène de Beauharnais.
- Amalia (oktober 1790 - 24 januari 1794)
- Caroline (8 februari 1792 - 9 februari 1873), gehuwd met Willem I van Württemberg, later met Frans I van Oostenrijk.
- Karel (7 juli 1795 - 16 augustus 1875), gehuwd met Marie-Anne-Sophie Petin en later met Henriette Schoeller v. Frankenburg.

Maximiliaan was een officier in het Franse Leger dat was gestationeerd in Straatsburg, maar het koppel bezocht ook vaak Parijs. In Parijs ontmoette Augusta Wilhelmina koningin Marie Antoinette met wie ze een lange periode correspondeerde.
In 1789 kwam het regiment van Maximiliaan in opstand en vluchtte hij en Augusta Wilhelmina naar haar ouders in Darmstadt. Voor de volgende vijf jaar woonde het koppel in de buurt van de stad Mannheim. In december 1794 viel het Franse leger Mannheim aan. Augusta Wilhelmina vluchtte de stad uit toen haar huis door Franse artillerie werd beschoten.
In april 1795 volgde Maximiliaan zijn broer op als regerend Hertog van Zweibrücken; ook al was zijn hertogdom volledig in handen van Frankrijk. Augusta, die altijd al slechte longen had gehad, stierf in maart 1796 in Rohrbach. Zij werd begraven in de Schlosskirche in Darmstadt.